# Arry (Somma)
Arry – miejscowość i gmina we Francji, w regionie Hauts-de-France, w departamencie Somma.
Według danych na rok 2011 gminę zamieszkiwało 195 osób, a gęstość zaludnienia wynosiła 27 osób/km² (wśród 2293 gmin Pikardii Arry plasuje się na 839. miejscu pod względem liczby ludności, natomiast pod względem powierzchni na miejscu 676.).